# Бібліотека на Дегтярівській
Бібліотека на Дегтярівській — публічна бібліотека Шевченківського району міста Києва.

## Адреса
04119 м. Київ, вул. Дегтярівська, 32.

## Опис
Площа приміщення бібліотеки — 240 м², книжковий фонд — 22,8 тис. примірників. Щорічно обслуговує 3,0 тис. користувачів, кількість відвідувань за рік — 15,0 тис., книговидач — 57,0 тис. примірників.

## Історія
Бібліотека на Дегтярівській заснована у жовтні 1952 року в Бехтерівському провулку. У 1963 році отримала нове приміщення.
Бібліотека приділяє велику увагу популяризації української літератури, проводить заходи, що сприяють відродженню національних свят, традицій України. Активно використовує свої фонди та фонди інших бібліотек по ВСО та МБА.
18 січня 2024 р. в межах кампанії з декомунізації, яка розпочалася після російського повномасштабного вторгнення в Україну, бібліотека отримала сучасну назву. До того вона носила ім'я російського письменника Миколи Чернишевського.